# Copa Latina de Fútbol Playa
La Copa Latina de fútbol playa fue una competencia internacional de esa especialidad. RSSSF señala al año 1998 como fecha de su primera versión y el campeón fue Brasil. 
Sólo Portugal, Chile y Uruguay han interrumpido la hegemonía de Brasil en este torneo.

## Palmarés
| Año          | Sede           | Campeón  | Final Resultado | Subcampeón | Tercer lugar | Resultado | Cuarto lugar |
| ------------ | -------------- | -------- | --------------- | ---------- | ------------ | --------- | ------------ |
| 1998         | Vitória        | Brasil   | Liga            | Portugal   | España       | Liga      | Francia      |
| 1999         | São Paulo      | Brasil   | Liga            | Portugal   | Argentina    | Liga      | España       |
| 2000         | Salvador       | Portugal | Liga            | España     | Brasil       | Liga      | Uruguay      |
| 2001         | Vitória        | Brasil   | Liga            | Portugal   | Uruguay      | Liga      | Argentina    |
| 2002         | Vitória        | Brasil   | Liga            | Portugal   | Uruguay      | Liga      | Argentina    |
| 2003         | Vitória        | Brasil   | Liga            | Portugal   | Argentina    | Liga      | Canadá       |
| 2004         | Vitória        | Brasil   | Liga            | España     | Uruguay      | Liga      | Argentina    |
| 2005         | Fortaleza      | Brasil   | Liga            | Uruguay    | Portugal     | Liga      | Argentina    |
| 2006         | Florianópolis  | Brasil   | Liga            | Argentina  | Uruguay      | Liga      | España       |
| 2009 Detalle | Rio Quente     | Brasil   | Liga            | Chile      | Argentina    | Liga      | Uruguay      |
| 2010 Detalle | Rio Quente     | Chile    | Liga            | Brasil     | Argentina    | Liga      | Uruguay      |
| 2011 Detalle | Río de Janeiro | Uruguay  | Liga            | Brasil     | México       | Liga      | Argentina    |

## Títulos por país
| País      | Campeón                                                  | Subcampeón                       | Tercer lugar               | Cuarto lugar                     |
| --------- | -------------------------------------------------------- | -------------------------------- | -------------------------- | -------------------------------- |
| Brasil    | 9 (1998, 1999, 2001, 2002, 2003, 2004, 2005, 2006, 2009) | 2 (2010, 2011)                   | 1 (2000)                   |                                  |
| Portugal  | 1 (2000)                                                 | 5 (1998, 1999, 2001, 2002, 2003) | 1 (2005)                   |                                  |
| Uruguay   | 1 (2011)                                                 | 1 (2005)                         | 4 (2001, 2002, 2004, 2006) | 3 (2000, 2009, 2010)             |
| Chile     | 1 (2010)                                                 | 1 (2009)                         |                            |                                  |
| España    |                                                          | 2 (2000, 2004)                   | 1 (1998)                   | 2 (1999, 2006)                   |
| Argentina |                                                          | 1 (2006)                         | 4 (1999, 2003, 2009, 2010) | 5 (2001, 2002, 2004, 2005, 2011) |
| México    |                                                          |                                  | 1 (2011)                   |                                  |
| Francia   |                                                          |                                  |                            | 1 (1998)                         |
| Canadá    |                                                          |                                  |                            | 1 (2003)                         |

## Premios y reconocimientos
| Año  | Mejor jugador    | Mejor portero   | Goleador           | Ref.         |
| ---- | ---------------- | --------------- | ------------------ | ------------ |
| 1998 | Neném            | Paulo Sérgio    | Neném              | [ 7 ]        |
| 1999 | Madjer           | Dardo Cortes    | Alan Madjer Júnior | [ 8 ]        |
| 2000 | Madjer           |                 | Madjer             | [ 10 ] [ 9 ] |
| 2001 | Juninho          | Loco            | Júnior Negão       | [ 11 ]       |
| 2002 | Júnior Negão     | Robertinho      | Madjer             | [ 12 ]       |
| 2003 | Jorginho         | João Carlos     | Madjer             | [ 13 ]       |
| 2004 |                  |                 | Neném              | [ 14 ]       |
| 2005 | Buru             | Diego Monserrat | Madjer             | [ 15 ]       |
| 2006 | Amarelle         |                 | Amarelle           | [ 16 ]       |
| 2009 | Benjamin         | Mão             | Daniel             | [ 17 ]       |
| 2010 | Rodrigo Sanhueza | Gonzalo Mall    | Benjamin           | [ 18 ]       |
| 2011 | Benjamin         | Mão             | Benjamin           | [ 19 ]       |